# 김슬기 (배우)
김슬기(1991년 10월 10일 ~ )는 대한민국의 배우이다.

## 학력
- 학산여자중학교
- 반여고등학교 2010년 2월 (졸업)
- 서울예술대학교 연기과

## 출연작

### 연극
| 일시                                                       | 연극명       | 역할      |
| ---------------------------------------------------------- | ------------ | --------- |
| 2013년 1월 22일                                            |              |           |
| 삼성 갤럭시 노트 데이 세상에 없던 크리에이티브 콜라보 공연 | 공연 작가    |           |
| 2013년 2월 7일 ~ 9월 1일(4월 2일 출연 종료)                | 서툰 사람들  | 유화이    |
| 2012년 6월 5일 ~ 2012년 12월 31일                          | 서툰 사람들  | 유화이    |
| 2012년 2월 11일 ~ 2012년 5월 28일                          | 서툰 사람들  | 유화이    |
| 2012년 6월 8일 ~ 2012년 6월 10일                           | 리턴 투 햄릿 | 이연 / 칼 |
| 2012년 4월 13일 ~ 2012년 4월 14일                          | 리턴 투 햄릿 | 이연 / 칼 |
| 2011년 12월 9일 ~ 2012년 4월 8일                           | 리턴 투 햄릿 | 이연 / 칼 |
| 2011년 2월 16일 ~ 2011년 2월 20일                          | 리턴 투 햄릿 | 이연 / 칼 |
| 로미오 지구 착륙기                                         | 미미         |           |

### 뮤지컬
| 일시                               | 뮤지컬명                         | 배역    |
| ---------------------------------- | -------------------------------- | ------- |
| 2013년 6월 1일 ~ 2013년 9월 1일    | 투모로우 모닝                    | 캣(Kat) |
| 2013년 12월 16일 ~ 2014년 1월 29일 | 디셈버 : 끝나지 않은 노래 - 서울 | 여일    |
| 2014년 2월 7일 ~ 2014년 2월 16일   | 디셈버 : 끝나지 않은 노래 - 부산 | 여일    |
| 2014년 2월 21일 ~ 2014년 3월 2일   | 디셈버 : 끝나지 않은 노래 - 대구 | 여일    |
| 2014년 5월 10일 ~ 2014년 5월 24일  | 궁 - 도쿄                        | 채경    |

### 드라마
| 방송일                              | 방송사 | 제목                                    | 역할                                          |
| ----------------------------------- | ------ | --------------------------------------- | --------------------------------------------- |
| 2022년 8월 29일 ~ 2022년 10월 25일  | KBS2   | 《법대로 사랑하라》                     | 한세연                                        |
| 2022년 4월 22일 ~                   | tvN    | 《별똥별》                              | 해피 (특별출연)                               |
| 2021년 5월 31일 ~ 2021년 8월 9일    | SBS    | 《라켓소년단》                          | 장 PD (특별출연)                              |
| 2021년 5월 ~                        |        | 《쉿! 그놈을 부탁해》                   | 복수해                                        |
| 2020년 3월 18일 ~ 2020년 5월 13일   | MBC    | 《그 남자의 기억법》                    | 여하경                                        |
| 2020년 3월 22일                     | tvN    | 《하이바이, 마마!》                     | 신순애 (특별 출연)                            |
| 2019년 11월 27일 ~ 2020년 1월 16일  | MBC    | 《하자있는 인간들》                     | 김미경                                        |
| 2018년 12월 15일                    | tvN    | 《드라마 스테이지 - 내 연적의 모든 것》 | 선영                                          |
| 2017년 5월 22일 ~ 2017년 7월 11일   | MBC    | 《파수꾼》                              | 서보미                                        |
| 2017년 3월 9일 ~ 2017년 3월 23일    | MBC    | 《세가지색 판타지 - 반지의 여왕》       | 모난희                                        |
| 2017년 3월 2일                      | MBC    | 《세가지색 판타지 - 생동성 연애》       | 인성 커플에 염장당하는 솔로어묵녀 (특별 출연) |
| 2017년 1월 25일                     | SBS    | 《푸른 바다의 전설》                    | 인어 (특별 출연)                              |
| 2017년 1월 5일                      | MBC    | 《역도요정 김복주》                     | 슬기 (특별 출연)                              |
| 2016년 10월 18일                    | KBS2   | 《구르미 그린 달빛》                    | 남장 내시 (특별 출연)                         |
| 2016년 7월 30일 ~ 2016년 10월 16일  | SBS    | 《끝에서 두번째 사랑》                  | 고미례                                        |
| 2015년 12월 13일 ~ 2015년 12월 20일 | MBC    | 《퐁당퐁당 Love》                       | 장단비 (고삼)                                 |
| 2015년 7월 3일 ~ 2015년 8월 22일    | tvN    | 《오 나의 귀신님》                      | 신순애                                        |
| 2015년 1월 8일                      | MBC    | 《킬미힐미》                            | 허숙희 (특별 출연)                            |
| 2014년 11월 30일                    | MBC    | 《드라마 페스티벌 - 원녀일기》          | 콩쥐 (주연)                                   |
| 2014년 8월 18일 ~ 2014년 10월 7일   | KBS2   | 《연애의 발견》                         | 가구디자이너 윤솔                             |
| 2014년 8월 7일 ~ 2014년 10월 9일    | tvN    | 《잉여공주》                            | 인기 먹방 BJ 안혜영                           |
| 2014년 3월 16일                     | KBS2   | 《드라마 스페셜 - 나 곧 죽어》          | 중소기업 경리과 김사랑                        |
| 2013년 12월 6일 ~ 2013년 12월 7일   | tvN    | 《응답하라 1994》                       | 쓰레기의 사촌동생 겸 서태지 팬                |
| 2013년 11월 20일                    | KBS2   | 《예쁜 남자》                           | 독고마테의 고등학교 담임교사 김슬기           |
| 2013년 11월 12일 ~ 2013년 11월 28일 | 삼성   | 《SNS 드라마 무한동력》                 | 하숙생 김솔 (주연)                            |
| 2013년 1월 7일 ~ 2013년 2월 26일    | tvN    | 《이웃집 꽃미남》                       | 웹툰 담당자 김슬기                            |
| 2012년 12월 23일                    | KBS2   | 《KBS 드라마 스페셜 - 또 한번의 웨딩》  | 웨딩 플래너 한지혜                            |
| 2012년 6월 17일                     | KBS2   | 《KBS 드라마 스페셜 - 노숙자씨의 행방》 | '스마일 포차' 앞을 지나가는 학생              |
| 2012년 3월 11일 ~ 2012년 4월 29일   | tvN    | 《시츄에이션 드라마 21세기 가족》       | 물리학자 김슬기                               |
| 2011년 6월 29일 ~ 2011년 8월 18일   | MBC    | 《넌 내게 반했어》                      | 뮤지컬 단원                                   |

### 영화
| 개봉일           | 영화명             | 역할    | 비고                                       |
| ---------------- | ------------------ | ------- | ------------------------------------------ |
| 2012년 11월 22일 | 단편영화 동행      | 수아    | 2012 메이드인 부산독립영화제 우수상 수상작 |
| 2012년 11월 22일 | 단편영화 평행선    | 한세아  | 2012 메이드인 부산독립영화제 편집상 수상작 |
| 2013년 6월 5일   | 무서운 이야기 2    | 윤미라  |                                            |
| 2014년 1월 22일  | 수상한 그녀        | 반하나  |                                            |
| 2014년 12월 17일 | 국제시장           | 윤막순  |                                            |
| 2016년 1월 14일  | 그날의 분위기      | 홍 대리 | 특별 출연                                  |
| 2016년 8월 10일  | 국가대표 2         | 조미란  |                                            |
| 2016년 9월 7일   | 달빛궁궐           | 다람이  | 성우 출연                                  |
| 2017년 2월 9일   | 조작된 도시        | 은폐    |                                            |
| 2019년 8월 22일  | 광대들: 풍문조작단 | 근덕    |                                            |
| 2019년 10월 28일 | 선물               | 보라    |                                            |
| 2021년 11월 24일 | 연애 빠진 로맨스   | 유미    |                                            |
| 2022년 11월 2일  | 고속도로 가족      | 안지숙  |                                            |
| 2022년 11월 16일 | 데시벨             | 한미녀  | 특별 출연                                  |

### 예능
| 방송일                             | 방송사   | 프로그램                 | 회차       | 코너 또는 설명             | 역할                       |
| ---------------------------------- | -------- | ------------------------ | ---------- | -------------------------- | -------------------------- |
| 2019년 7월 21일 ~ 2019년 9월 8일   | JTBC     | 서핑하우스               |            |                            | 스태프                     |
| 2014년 1월 3일                     | JTBC     | 마녀사냥                 | 23회       | 제2부 '그린라이트를 꺼줘'  | 본인                       |
| 2013년 12월 28일                   | JTBC     | 히든싱어 2               | 12회       | 김광석 편                  | 연예인 판정단원(기호 10번) |
| 2013년 11월 4일 ~ 2013년 11월 18일 | SBS      | 월드 챌린지 우리가 간다  | 5, 6, 7회  | 미국 아내 업고 달리기 대회 | 출전선수(전현무의 파트너)  |
| 2013년 2월 23일 ~ 2013년 8월 24일  | tvN      | SNL 코리아               | 시즌4      |                            | 크루                       |
| 2013년 7월 29일                    | On Style | 한 여름 밤의 꿈 소나기 2 | 3회        |                            | 본인                       |
| 2013년 2월 2일                     | MBC      | 무한도전                 | 315회      | 뱀파이어 두 번째 전쟁      | 바텐더 선지                |
| 2012년 9월 8일 ~ 2012년 12월 29일  | tvN      | SNL 코리아               | 시즌3      |                            | 크루                       |
| 2012년 8월 11일 ~ 2012년 9월 1일   | tvN      | SNL 코리아               | 코멘터리   | 이 맛이 SNL                | 크루                       |
| 2012년 5월 26일 ~ 2012년 7월 14일  | tvN      | SNL 코리아               | 시즌2      |                            | 크루                       |
| 2011년 12월 3일 ~ 2012년 1월 21일  | tvN      | SNL 코리아               | 시즌1      |                            | 크루                       |
| 2010년 12월 4일 ~ 2010년 12월 11일 | MBC      | 무한도전                 | 226, 227회 | 뉴욕상륙작전               | 비빔밥 광고 무용단         |

- tvN SNL 코리아 시즌4 회차별 코너 및 역할

| 회차 | 방송일          | 코너                                                                     | 배역                                     |
| ---- | --------------- | ------------------------------------------------------------------------ | ---------------------------------------- |
| 1    | 2013년 2월 23일 | * 최민수의 홀리데이 : An SNL Digital Short                               | * 오영                                   |
| 1    | 2013년 2월 23일 | * 이엉돈 PD의 먹거리 X파일                                               | * 박재범 여자친구                        |
| 1    | 2013년 2월 23일 | * Weekend Update 오디션                                                  | * 김슬기                                 |
| 1    | 2013년 2월 23일 | * 글로벌 텔레토비                                                        | * 또                                     |
| 2    | 2013년 3월 2일  |                                                                          |                                          |
| 2    | 2013년 3월 2일  | * 오프닝                                                                 | * 크루 김슬기                            |
| 2    | 2013년 3월 2일  | * 보이스피싱 코리아                                                      | * 김미영 팀장                            |
| 2    | 2013년 3월 2일  | * 팬이야 김슬기 Feat. 박재범, 이문식 : SNL Digital Short                 | * 이문식의 팬 김슬기, 자우림 보컬 김윤아 |
| 2    | 2013년 3월 2일  | * 글로벌 텔레토비                                                        | * 또                                     |
| 2    | 2013년 3월 2일  | * 김슬기의 섹시댄스 : SNL facebook 공약 실천                             | * 크루 김슬기                            |
| 3    | 2013년 3월 9일  |                                                                          |                                          |
| 3    | 2013년 3월 9일  | * 아침마당                                                               | * 진행자 김슬기                          |
| 3    | 2013년 3월 9일  | * 홍대무법자 : SNL Digital Short                                         | * 박재범 여자친구                        |
| 3    | 2013년 3월 9일  | * 글로벌 텔레토비                                                        | * 또                                     |
| 3    | 2013년 3월 9일  | * Weekend Update                                                         | * 앵커 김슬기                            |
| 4    | 2013년 3월 16일 |                                                                          |                                          |
| 4    | 2013년 3월 16일 | * 귀요미송 : SNL Digital Short                                           | * 김슬기                                 |
| 4    | 2013년 3월 16일 | * 기억의 습작                                                            | * 김슬기                                 |
| 4    | 2013년 3월 16일 | * Weekend Update                                                         | * 앵커 김슬기                            |
| 4    | 2013년 3월 16일 | * 글로벌 텔레토비                                                        | * 또                                     |
| 5    | 2013년 3월 23일 |                                                                          |                                          |
| 5    | 2013년 3월 23일 | * 최여진 아카데미 - 유혹의 기술                                          | * 김민교 여자친구 김슬기                 |
| 5    | 2013년 3월 23일 | * 글로벌 텔레토비 뉴스                                                   | * 또                                     |
| 6    | 2013년 3월 30일 |                                                                          |                                          |
| 6    | 2013년 3월 30일 | * 오프닝                                                                 | * 방청객                                 |
| 6    | 2013년 3월 30일 | * 사과실업                                                               | * 방청객                                 |
| 6    | 2013년 3월 30일 | * Phantom of the O만석 : SNL Digital Short                               | * 크리스틴                               |
| 6    | 2013년 3월 30일 | * 닥터 지킬 클리닉                                                       | * 송애교                                 |
| 6    | 2013년 3월 30일 | * 글로벌 텔레토비                                                        | * 또                                     |
| 7    | 2013년 4월 6일  |                                                                          |                                          |
| 7    | 2013년 4월 6일  | * 그것이 알고싶다 "다이어트... 그 메마른 욕망" : 이엉돈PD의 먹거리 X파일 | * 김슬기                                 |
| 7    | 2013년 4월 6일  | * 글로벌 텔레토비                                                        | * 또                                     |
| 7    | 2013년 4월 6일  | * 두시탈주 컬투쇼                                                        | * SNL크루 김슬기                         |
| 8    | 2013년 4월 13일 |                                                                          |                                          |
| 8    | 2013년 4월 13일 | * 오프닝                                                                 | * 방청객                                 |
| 8    | 2013년 4월 13일 | * 봄날은 간단다 : 이엉돈PD의 먹거리 X파일                                | * 김슬기                                 |
| 8    | 2013년 4월 13일 | * 아이돌 인권 위원회 : AN SNL DIGITAL SHORT                              | * 임슬옹 사생팬                          |
| 8    | 2013년 4월 13일 | * 기억의 습작                                                            | * 김슬기                                 |
| 8    | 2013년 4월 13일 | * 글로벌 텔레토비                                                        | * 또                                     |
| 8    | 2013년 4월 13일 | * Weekend Update SNL 초대석                                              | * 이정희 통합진보당 대표                 |
| 9    | 2013년 4월 20일 |                                                                          |                                          |
| 9    | 2013년 4월 20일 | * 리액션 스타                                                            | * 신인배우 김슬기                        |
| 9    | 2013년 4월 20일 | * SNL NORTH KOREA : AN SNL DIGITAL SHORT                                 | * 김슬기 동무 (Weekend Update 진행자)    |
| 9    | 2013년 4월 20일 | * 글로벌 텔레토비                                                        | * 또                                     |
| 9    | 2013년 4월 20일 | * Musical Guest : 박재범 <JOAH>                                          | * 크루 김슬기                            |
| 10   | 2013년 4월 27일 |                                                                          |                                          |
| 10   | 2013년 4월 27일 | * 사과실업                                                               | * 방청객                                 |
| 10   | 2013년 4월 27일 | * 한석규의 연기아카데미 아이돌편                                         | * 배우 김슬기                            |
| 10   | 2013년 4월 27일 | * 글로벌 텔레토비                                                        | * 또                                     |
| 10   | 2013년 4월 27일 | * Weekend Update 출동 SNL                                                | * 항공 승무원                            |
| 11   | 2013년 5월 4일  |                                                                          |                                          |
| 11   | 2013년 5월 4일  | * 오프닝                                                                 | * 방청객                                 |
| 11   | 2013년 5월 4일  | * 달콤한 인생                                                            | * 납치피해자 김슬기                      |
| 11   | 2013년 5월 4일  | * 에릭의 불타는 연탄갈비                                                 | * 김민교의 지인 김슬기                   |
| 11   | 2013년 5월 4일  | * 박물관이 살아있다!                                                     | * 학생 김슬기                            |
| 11   | 2013년 5월 4일  | * 글로벌 텔레토비                                                        | * 또                                     |
| 12   | 2013년 5월 11일 |                                                                          |                                          |
| 12   | 2013년 5월 11일 | * 건전한 형제                                                            | * 김슬기                                 |
| 12   | 2013년 5월 11일 | * 아빠 안잔다 : AN SNL DIGITAL SHORT                                     | * 윤제문의 자녀(딸) 김슬기               |
| 12   | 2013년 5월 11일 | * 윤제문의 멜로연기 아카데미                                             | * 김슬기                                 |
| 12   | 2013년 5월 11일 | * 글로벌 텔레토비                                                        | * 또                                     |
| 13   | 2013년 5월 18일 |                                                                          |                                          |
| 13   | 2013년 5월 18일 | * 오프닝                                                                 | * 크루 김슬기                            |
| 13   | 2013년 5월 18일 | * 노팅힐                                                                 | * 배우 김슬기                            |
| 13   | 2013년 5월 18일 | * GANOM Disddatch Edition : AN SNL DIGITAL SHORT                         | * 연예인 김슬기                          |
| 13   | 2013년 5월 18일 | * 진중건의 토론배틀                                                      | * 슬기 어린이                            |
| 13   | 2013년 5월 18일 | * 제이슨 므라즈 : AN SNL DIGITAL SHORT                                   | * 또                                     |
| 13   | 2013년 5월 18일 | * 글로벌 텔레토비                                                        | * 또                                     |
| 14   | 2013년 5월 25일 |                                                                          |                                          |
| 14   | 2013년 5월 25일 | * 세상에 이런놈이 : AN SNL DIGITAL SHORT                                 | * 김슬기(23) 정신과 전문의               |
| 14   | 2013년 5월 25일 | * <직업의 세계> 망나니편                                                 | * 김홍도의 조수                          |
| 15   | 2013년 6월 1일  |                                                                          |                                          |
| 15   | 2013년 6월 1일  | * 무서운 이야기 <조별 과제 잔혹사> : AN SNL DIGITAL SHORT                | * 대학생 김슬기(학번 21312053)           |
| 15   | 2013년 6월 1일  | * 나 혼자 산다 W                                                         | * 김슬기                                 |
| 15   | 2013년 6월 1일  | * STEP BY STEP : AN SNL DIGITAL SHORT                                    | * 김슬기(박재범의 아내 역할)             |
| 16   | 2013년 6월 8일  |                                                                          |                                          |
| 16   | 2013년 6월 8일  | * 내 머리속의 지우개                                                     | * 아이비 시어머니                        |
| 16   | 2013년 6월 8일  | * 무서운 이야기 <조별 과제 잔혹사 2> : AN SNL DIGITAL SHORT              | * 대학생 김슬기(2013학번)                |
| 16   | 2013년 6월 8일  | * Crazy in 욕 욕먹어야 사는 여자 : AN SNL DIGITAL SHORT                  | * 배우 김슬기                            |
| 16   | 2013년 6월 8일  | * Weekend Update [SNL 초대석]                                            | * 김슬기 어린이(목소리 출연)             |
| 17   | 2013년 6월 15일 |                                                                          |                                          |
| 17   | 2013년 6월 15일 | * 외과의사 봉다리                                                        | * 의사 봉다리                            |
| 17   | 2013년 6월 15일 | * Project Runway Korea Miranda Kerr : AN SNL DIGITAL SHORT               | * 김슬기 어린이                          |
| 19   | 2013년 7월 13일 |                                                                          |                                          |
| 19   | 2013년 7월 13일 | * 트윗스탑 : AN SNL DIGITAL SHORT                                        | * 배우 김슬기(23)                        |
| 19   | 2013년 7월 13일 | * Let 美人(미인)                                                         | * MC 김슬기                              |
| 19   | 2013년 7월 13일 | * 마왕의 교실                                                            | * 교사 김슬기                            |
| 19   | 2013년 7월 13일 | * Weekend Update 슬기로운 탐구생활                                       | * 성우 김슬기(목소리 출연)               |
| 19   | 2013년 7월 13일 | * Weekend Update 출동 SNL                                                | * 인터뷰당하는 행인                      |
| 20   | 2013년 7월 20일 |                                                                          |                                          |
| 20   | 2013년 7월 20일 | * 감시자들                                                               | * 감시반 경찰관                          |
| 20   | 2013년 7월 20일 | * 토요미스테리 자유로 귀신 : AN SNL DIGITAL SHORT                        | * 배우 김슬기(23)                        |
| 20   | 2013년 7월 20일 | * 가요 탑10 - 썸머무드송                                                 | * 백댄서 무용가                          |
| 20   | 2013년 7월 20일 | * 민교의 난 : AN SNL DIGITAL SHORT                                       | * 앵커 김슬기(목소리 출연)               |
| 20   | 2013년 7월 20일 | * 이것이 마술이다                                                        | * 김슬기 어린이                          |
| 20   | 2013년 7월 20일 | * SHOW ME THE MONEY                                                      | * 힙합배틀 관객 겸 평가자                |
| 20   | 2013년 7월 20일 | * Weekend Update 슬기로운 탐구생활                                       | * 성우 김슬기(목소리 출연)               |
| 21   | 2013년 7월 27일 |                                                                          |                                          |
| 21   | 2013년 7월 27일 | * 오프닝                                                                 | * 관객 겸 질문자 김슬기                  |
| 21   | 2013년 7월 27일 | * 아찔한 요가학원                                                        | * 수련생 김슬기                          |
| 21   | 2013년 7월 27일 | * 너의 목소리가 들려                                                     | * 국선변호사 김슬기(극중 '짱변')         |
| 22   | 2013년 8월 3일  |                                                                          |                                          |
| 22   | 2013년 8월 3일  | * 백투더퓨쳐                                                             | * 타임머신 개발연구원 김슬기             |
| 22   | 2013년 8월 3일  | * 김구라의 말싸움 대행 서비스 : AN SNL DIGITAL SHORT                     | * 권혁수 여자친구 역할                   |
| 22   | 2013년 8월 3일  | * 김구라의 연애 아카데미                                                 | * 김구라 여자친구 역할                   |
| 22   | 2013년 8월 3일  | * 구라용(龍)팝 : AN SNL DIGITAL SHORT                                    | * 아이돌그룹 '구라용팝'리더 김슬기       |
| 22   | 2013년 8월 3일  | * Weekend Update 슬기로운 탐구생활                                       | * 성우 김슬기(목소리 출연)               |
| 22   | 2013년 8월 3일  | * Weekend Update SNL초대석 - SNL옴부즈맨 김구라 편                       | * 크루 김슬기                            |
| 23   | 2013년 8월 10일 |                                                                          |                                          |
| 23   | 2013년 8월 10일 | * 이벤트의 제왕                                                          | * 최수종 아내 역할                       |
| 23   | 2013년 8월 10일 | * 사극왕 최수종 : AN SNL DIGITAL SHORT                                   | * 최수종 아내 역할                       |
| 23   | 2013년 8월 10일 | * 쌍꺼풀 MAKER : AN SNL DIGITAL SHORT                                    | * 김슬기(원판에서 현아 역할)             |
| 23   | 2013년 8월 10일 | * 최수종의 청순 연애 아카데미                                            | * 김슬기                                 |
| 23   | 2013년 8월 10일 | * Weekend Update 슬기로운 탐구생활                                       | * 성우 김슬기(목소리 출연)               |
| 24   | 2013년 8월 17일 |                                                                          |                                          |
| 24   | 2013년 8월 17일 | * 오프닝                                                                 | * 방청객 겸 질문자 역할                  |
| 24   | 2013년 8월 17일 | * 알뜰살뜰 살림장만 퀴즈쇼                                               | * 파주댁 둘째딸 김슬기                   |
| 24   | 2013년 8월 17일 | * 두 얼굴의 김종민 : AN SNL DIGITAL SHORT                                | * 수사요원 겸 형사 김슬기                |
| 24   | 2013년 8월 17일 | * 굿바이 슬기(고별코너)                                                  | * SNL 크루 김슬기                        |
| 24   | 2013년 8월 17일 | * Weekend Update 슬기로운 탐구생활                                       | * 성우 및 연예인 김슬기                  |
| 25   | 2013년 8월 24일 |                                                                          |                                          |
| 25   | 2013년 8월 24일 | * 게임쇼 오글오글                                                        | * 방청객                                 |
| 25   | 2013년 8월 24일 | * 가방 셔틀 서비스 for WOMEN : AN SNL DIGITAL SHORT                      | * 김슬기(23)                             |
| 25   | 2013년 8월 24일 | * 설국열차2                                                              | * 커티스의 동료 역할                     |
| 25   | 2013년 8월 24일 | * Halleh                                                                 | * 악동뮤지션 멤버 이수현 역할            |
| 25   | 2013년 8월 24일 | * 김슬기의 작별인사                                                      | * SNL 크루 김슬기                        |

- tvN SNL 코리아 시즌3 회차별 코너 및 역할

| 회차 | 방송일           | 코너                                                          | 배역                                       |
| ---- | ---------------- | ------------------------------------------------------------- | ------------------------------------------ |
| 1    | 2012년 9월 8일   | * 유망상품 특별전 가다랭이포 영어사전                         | * 고등학생 김슬기                          |
| 1    | 2012년 9월 8일   | * 유망상품 특별전 퉤스코                                      | * 퉤스코 특수 전문 요원                    |
| 1    | 2012년 9월 8일   | * 빽                                                          | * 여배우 김슬기                            |
| 1    | 2012년 9월 8일   | * 여의도 텔레토비 Returns                                     | * 또                                       |
| 2    | 2012년 9월 15일  | * 윤윤제 되는법                                               | * 자리 찾는 여학생                         |
| 2    | 2012년 9월 15일  | * 알퐁스 돗대의 마지막 수업                                   | * 학생 김슬기                              |
| 2    | 2012년 9월 15일  | * 응답하라 1997호 : An SNL Digital Short                      | * 성시원                                   |
| 2    | 2012년 9월 15일  | * 서인국의 슈퍼스타K 우승법                                   | * 유승우                                   |
| 2    | 2012년 9월 15일  | * 여의도 텔레토비 Returns                                     | * 또                                       |
| 2    | 2012년 9월 15일  | * 위크엔드 업데이트 - SNL 배심원단                            | * 배심원                                   |
| 3    | 2012년 9월 22일  | * 오프닝                                                      | * 겁에 질린 방청객                         |
| 3    | 2012년 9월 22일  | * 니가 가라 하와이 여행사                                     | * 훌라 걸                                  |
| 3    | 2012년 9월 22일  | * 이승철의 슈퍼스타K 사례집                                   | * 유승우                                   |
| 3    | 2012년 9월 22일  | * SNL 토요명화 스페셜 : 광애, 미친사랑                        | * 사월이                                   |
| 3    | 2012년 9월 22일  | * 여의도 텔레토비 Returns                                     | * 또                                       |
| 5    | 2012년 10월 6일  | * 오프닝                                                      | * 방청객                                   |
| 5    | 2012년 10월 6일  | * 스페셜 가요톱10 : 윤상의 무드송 베스트송                    | * 양파(4위곡 '애송이의 사랑 그리고 욕망')  |
| 5    | 2012년 10월 6일  | * 위크엔드 업데이트                                           | * 크루 김슬기                              |
| 5    | 2012년 10월 6일  | * 쨕 : 메디컬 특집                                            | * 여자 1호                                 |
| 5    | 2012년 10월 6일  | * 여의도 텔레토비 Returns                                     | * 또                                       |
| 5    | 2012년 10월 6일  | * 엘리베이터                                                  | * 엘리베이터 탑승객                        |
| 6    | 2012년 10월 13일 | * 미드나잇 요가                                               | * 요가 수강생                              |
| 6    | 2012년 10월 13일 | * SNL 다큐 드라마 막돼먹은 누나 사생팬 : An SNL Digital Short | * 동호 소녀팬                              |
| 6    | 2012년 10월 13일 | * 후궁                                                        | * 좌의정 윤진서 외조카                     |
| 6    | 2012년 10월 13일 | * 여의도 텔레토비 Returns                                     | * 또                                       |
| 6    | 2012년 10월 13일 | * 클래식 오딧세이                                             | * 방청객                                   |
| 7    | 2012년 10월 20일 | * 무사고 1000일                                               | * 리포터                                   |
| 7    | 2012년 10월 20일 | * 러브보트                                                    | * 손담비 BGM 역할                          |
| 7    | 2012년 10월 20일 | * 여의도 텔레토비 Returns                                     | * 또                                       |
| 9    | 2012년 11월 3일  | * 당신이 만나 본 여자들 : An SNL Digital Short                | * 전현무의 친구                            |
| 9    | 2012년 11월 3일  | * 진중건의 토론배틀                                           | * 뽀로로 이야기하는 꼬마                   |
| 9    | 2012년 11월 3일  | * 여의도 텔레토비 Returns                                     | * 또                                       |
| 9    | 2012년 11월 3일  | * 거침없이 뉴스킥                                             | * 전현무 딸                                |
| 10   | 2012년 11월 10일 | * 약심장                                                      | * 또                                       |
| 10   | 2012년 11월 10일 | * 여의도 텔레토비 Returns                                     | * 또                                       |
| 10   | 2012년 11월 10일 | * 거침없이 뉴스킥                                             | * 권혁수 여자친구                          |
| 11   | 2012년 11월 17일 | * 도전! 국민여동생 KOREA                                      | * 귀요미(후보자 김슬기)                    |
| 11   | 2012년 11월 17일 | * 여의도 텔레토비 Returns                                     | * 또                                       |
| 11   | 2012년 11월 17일 | * 거침없이 뉴스킥                                             | * 행방불명되었다 돌아온 신동엽의 아내 역할 |
| 12   | 2012년 11월 24일 | * 디렉터스 컷 - 약심장                                        | * 박보영(영화 늑대소년 주연배우)           |
| 13   | 2012년 12월 1일  | * 오프닝                                                      | * 방청객                                   |
| 13   | 2012년 12월 1일  | * 남자기 때문에 박재범 Feat. 김슬기 : SNL Digital Short       | * 박재범 아내 역할                         |
| 13   | 2012년 12월 1일  | * 여의도 텔레토비 Returns                                     | * 또                                       |
| 13   | 2012년 12월 1일  | * 위크엔드 업데이트 - 출동 SNL                                | * 특파원 김슬기                            |
| 14   | 2012년 12월 8일  | * 이엉돈 PD의 먹거리 X파일                                    | * 꼬마                                     |
| 14   | 2012년 12월 8일  | * 베이비시터 면접2                                            | * 이 후보님                                |
| 14   | 2012년 12월 8일  | * 여의도 텔레토비 Returns                                     | * 또                                       |
| 15   | 2012년 12월 15일 | * 베이비시터 면접3                                            | * 이 후보님                                |
| 15   | 2012년 12월 15일 | * 여의도 텔레토비 Returns                                     | * 또                                       |
| 16   | 2012년 12월 22일 | * 오프닝                                                      | * 또                                       |
| 16   | 2012년 12월 22일 | * 임재범 캐롤 앨범 SMS Town : An SNL Digital Short            | * 이정희 前 대선 후보                      |
| 16   | 2012년 12월 22일 | * 유망상품 특별전 말동무 DVD                                  | * 말동무 Vol.1                             |
| 16   | 2012년 12월 22일 | * 씨씨티비 천국 : An SNL Digital Short                        | * 엘리베이터 기다리는 여자                 |
| 16   | 2012년 12월 22일 | * 엔딩                                                        | * 또                                       |
| 17   | 2012년 12월 29일 | * 다큐멘터리 격동 SNL                                         | * 크루 김슬기                              |

- tvN SNL 코리아 코멘터리 - 이 맛이 SNL 회차별 코너 및 역할

| 회차 | 방송일          | 부재    | 배역            |
| ---- | --------------- | ------- | --------------- |
| 1    | 2012년 8월 11일 | 19色 맛 | * 코멘터리 크루 |
| 2    | 2012년 8월 18일 | 까는 맛 | * 코멘터리 크루 |
| 3    | 2012년 8월 25일 | 꼬는 맛 | * 코멘터리 크루 |
| 4    | 2012년 9월 1일  | 미존 맛 | * 코멘터리 크루 |

- tvN SNL 코리아 시즌2 회차별 코너 및 역할

| 회차 | 방송일          | 코너                                                | 역할               |
| ---- | --------------- | --------------------------------------------------- | ------------------ |
| 1    | 2012년 5월 26일 | * 미드나잇 요가                                     | * 요가 강사        |
| 2    | 2012년 6월 2일  | * 달동네의 비밀                                     | * 달동네 꼬마      |
| 2    | 2012년 6월 2일  | * 국내 최초 통합국회보험                            | * 상담원           |
| 2    | 2012년 6월 2일  | * 출산율이 낮은 이유                                | * 간호사           |
| 3    | 2012년 6월 9일  |                                                     |                    |
| 3    | 2012년 6월 9일  | * 오프닝                                            | * 코러스 걸        |
| 3    | 2012년 6월 9일  | * 디펜티                                            | * 그거 빌리는 학생 |
| 3    | 2012년 6월 9일  | * 김정은의 초콜릿                                   | * 시스타 동무      |
| 3    | 2012년 6월 9일  | * 직장 내 성희롱 예방 교육 비디오                   | * 여자사원         |
| 3    | 2012년 6월 9일  | * 국내 최초 통합연예보험                            | * 재연배우         |
| 4    | 2012년 6월 16일 |                                                     |                    |
| 4    | 2012년 6월 16일 | * 우리 사랑해도 될까요                              | * 임하룡 여자친구  |
| 4    | 2012년 6월 16일 | * 쨕 : 재소자 특집 : An SNL Digital Short           | * 여자 1호         |
| 4    | 2012년 6월 16일 | * 위크엔드 업데이트 - 포괄수가제에 대한 시민들 반응 | * 임하룡 아내 역할 |
| 4    | 2012년 6월 16일 | * 국내 최초 통합교사보험                            | * 여교사           |
| 5    | 2012년 6월 23일 |                                                     |                    |
| 5    | 2012년 6월 23일 | * 오프닝                                            | * 방청객           |
| 5    | 2012년 6월 23일 | * 생방송 골프 아카데미                              | * MC 김슬기        |
| 5    | 2012년 6월 23일 | * 여의도 텔레토비                                   | * 또               |
| 5    | 2012년 6월 23일 | * 신동엽 축하공연                                   | * 방청객           |
| 6    | 2012년 6월 30일 |                                                     |                    |
| 6    | 2012년 6월 30일 | * 오프닝                                            | * 리포터           |
| 6    | 2012년 6월 30일 | * 종교인의 밤                                       | * 기독교인         |
| 6    | 2012년 6월 30일 | * 여의도 텔레토비                                   | * 또               |
| 6    | 2012년 6월 30일 | * 시버 골프                                         | * 홀로그램 캐디    |
| 7    | 2012년 7월 7일  |                                                     |                    |
| 7    | 2012년 7월 7일  | * SES 2기 오디션                                    | * 오디션 여학생    |
| 7    | 2012년 7월 7일  | * 밤새 논 누나                                      | * 라디오 작가      |
| 7    | 2012년 7월 7일  | * 스피드 욕 배달                                    | * 상담원           |
| 7    | 2012년 7월 7일  | * 여의도 텔레토비                                   | * 또               |
| 8    | 2012년 7월 14일 |                                                     |                    |
| 8    | 2012년 7월 14일 | * 스파르타쿠스 재수 종합 기숙학원                   | * 수학 선생님      |
| 8    | 2012년 7월 14일 | * 의뢰인                                            | * 예성 팬          |
| 8    | 2012년 7월 14일 | * 쨕 : 재소자 리턴즈 : An SNL Digital Short         | * 여자 1호         |
| 8    | 2012년 7월 14일 | * 2062 가요무대                                     | * MC 김슬기        |
| 8    | 2012년 7월 14일 | * 여의도 텔레토비                                   | * 또               |

- tvN SNL 코리아 시즌1 회차별 코너 및 역할

| 회차 | 방송일           | 코너                                  | 배역                                         |
| ---- | ---------------- | ------------------------------------- | -------------------------------------------- |
| 1    | 2011년 12월 3일  | * 첫방송 30시간 전 회의실             | * SNL 작가                                   |
| 1    | 2011년 12월 3일  | * 정신병원                            | * 간호사                                     |
| 1    | 2011년 12월 3일  | * 퀴즈쇼 환상의 궁합                  | * 변호사 김슬기                              |
| 1    | 2011년 12월 3일  | * 첫방송 18시간 전 회의실             | * SNL 작가                                   |
| 2    | 2011년 12월 10일 |                                       |                                              |
| 2    | 2011년 12월 10일 | * 공형진 - 잊을께 Live                | * 울먹이는 방청객                            |
| 3    | 2011년 12월 17일 |                                       |                                              |
| 3    | 2011년 12월 17일 | * 립싱크의 달인                       | * 코러스 여학생                              |
| 3    | 2011년 12월 17일 | * 추방되어야 할 거짓말들              | * 주사맞는 아이 * 상 받는 여배우 * 주워온 딸 |
| 3    | 2011년 12월 17일 | * 장학퀴즈쇼                          | * 김범생                                     |
| 4    | 2011년 12월 24일 |                                       |                                              |
| 4    | 2011년 12월 24일 | * 산타의 장례식                       | * 백설공주                                   |
| 4    | 2011년 12월 24일 | * 도레미 송 : An SNL Digital Short    | * 국회의원                                   |
| 4    | 2011년 12월 24일 | * 주간 날씨                           | * 기상 도우미                                |
| 4    | 2011년 12월 24일 | * 크리스마스 파티                     | * 파티 걸                                    |
| 4    | 2011년 12월 24일 | * 박칼린의 어긋난 사극                | * 궁녀                                       |
| 5    | 2011년 12월 31일 |                                       |                                              |
| 5    | 2011년 12월 31일 | * 오프닝                              | * 축하공연 크루                              |
| 5    | 2011년 12월 31일 | * 청춘만세 스피드 퀴즈쇼              | * 제주팀 할머니                              |
| 5    | 2011년 12월 31일 | * 위크엔드 업데이트                   | * 빨간 국물 라면                             |
| 5    | 2011년 12월 31일 | * 2011 SNL 핫이슈 시상식 2부          | * 드림걸스                                   |
| 6    | 2012년 1월 7일   |                                       |                                              |
| 6    | 2012년 1월 7일   | * 오프닝                              | * 오프닝 방청객                              |
| 6    | 2012년 1월 7일   | * SNL 캐스팅 회의                     | * SNL 작가                                   |
| 6    | 2012년 1월 7일   | * 김상경의 Magic Show                 | * 매직 쇼 방청객                             |
| 6    | 2012년 1월 7일   | * 가족 퀴즈쇼                         | * 김상경 가족 딸                             |
| 6    | 2012년 1월 7일   | * 경도 인지 장애 남의 하루 #1         | * 김상경 처제                                |
| 6    | 2012년 1월 7일   | * 경도 인지 장애 남의 하루 #2         | * 마트 시식코너 직원                         |
| 7    | 2012년 1월 14일  |                                       |                                              |
| 7    | 2012년 1월 14일  | * 비약남                              | * 아르바이트생                               |
| 7    | 2012년 1월 14일  | * 위크엔드 업데이트                   | * 코러스 걸 * 대학생 박보석                  |
| 7    | 2012년 1월 14일  | * 올드 히어로즈                       | * 원더우먼                                   |
| 8    | 2012년 1월 21일  |                                       |                                              |
| 8    | 2012년 1월 21일  | * 오프닝 축하공연                     | * 초대가수                                   |
| 8    | 2012년 1월 21일  | * 날아라~ 선생님                      | * 모범생 여학생                              |
| 8    | 2012년 1월 21일  | * 축하공연                            | * 초대가수                                   |
| 8    | 2012년 1월 21일  | * Bad Romance 레이디가가 Feat. 예지원 | * 백댄서                                     |
| 8    | 2012년 1월 21일  | * 계모임                              | * 팥쥐 엄마                                  |
| 8    | 2012년 1월 21일  | * 신부의 비밀                         | * 신부 친구                                  |
| 8    | 2012년 1월 21일  | * 축하공연                            | * 초대가수                                   |

### 광고

#### 직접 출연
- 2013년 SNL과 함께하는 오리온 초코파이 <정 때문에 못한 말 까놓고 말하자>캠페인 To. SNL PD
- 2013년 삼성화재 자동차보험 '애니카 다이렉트'
- 2013년 빙그레 바나나맛우유 (고창석, 김우빈과 공동모델)
- 2013년 '위닉스 뽀송' 제습기 (조인성, 김수미와 공동모델)
- 2013년 '안나수이'(ANNA SUI) 화장품, '뮤즈'(모델)
- 2013년 팜플코리아 '영웅의 품격' 모바일게임 - 광고 및, 게임 내 '김슬기'캐릭터 모델
- 2013년 LG유플러스 가장 좋은 LTE 강의 (단독), TV G (박성호와 공동모델), 티켓플래닛 (김민교와 공동모델)
- 2013년 위메이크프라이스 (김민교와 공동모델)
- 2013년 CJ E&M 넷마블 '다함께 맞고퐁' (서유리와 공동모델)
- 2013년 사조참치 안심따개
- 2013년 아모레퍼시픽 메디안 치석케어 64% (송중기와 공동모델)
- 2013년 몽키3뮤직 '스타 모닝콜'
- 2014년 S-Market Korea
- 2015년 킹닷컴 버블위치사가2 스텔라로 출연

#### 간접 출연
- 2013년 오리온 Market O 리얼 초콜릿 4. 알고도 안 사주면 더 XXX!! (tvN 월화드라마 이웃집 꽃미남 편집본)
- 2013년 오리온 Market O 리얼 초콜릿 5. 빨리 빨리~~ (tvN 월화드라마 이웃집 꽃미남 편집본)
- 2013년 오리온 참붕어빵 (목소리출연, 송새벽과 공동)
- 2013년 존슨앤존슨 클린앤클리어 에어클리어링 스피드케어 (tvN 월화드라마 이웃집 꽃미남 편집본)
- 2015년 킹닷컴 버블위치사가2 (스텔라 목소리 역)

### 라디오
- 2012년 12월 15일 SBS 파워FM 《붐의 영스트리트》 토요일 코너 - 실실막말 게스트
- 2013년 4월 5일 MBC FM4U 《배철수의 음악캠프》 - '사람과 음악' 코너 게스트
- 2013년 4월 10일 MBC 표준FM 《윤하의 별이 빛나는 밤에》 - 커먼그라운드와의 즉석 전화 인터뷰 중 목소리 출연
- 2013년 4월 15일 SBS 파워FM 《김창렬의 올드 스쿨》 - 올드스쿨 초대석 게스트
- 2013년 5월 25일 SBS 파워FM 《두시탈출 컬투쇼》 - 박상면과 공동 출연
- 2013년 6월 26일 KBS 쿨FM 《더가까이 최다니엘입니다》 - 스타초대석 게스트

### 뮤직비디오 출연
- 2013년 3월 28일 라디('Ra. D') - 〈고마워 고마워〉, 여주인공 김슬기
- 2013년 5월 23일 이효리 - 〈Bad Girls〉, 고등학교 교사 김슬기

### 인터뷰
- 2013년 1월 9일 Mnet 《와이드 연예뉴스》 정탁&오다길의 선택! 2013년 히든카드
- 2013년 2월 27일 SBS 《한밤의 TV연예》 2013 신흥대세 4인방
- 2013년 4월 8일 tvN 《현장 토크쇼 택시》 SNL 코리아의 19금 커플 박재범 & 김슬기
- 2013년 5월 1일 tvN 《백지연의 피플 인사이드》 SNL 코리아 크루편 (김슬기, 김민교, 정성호, 정명옥)
- 2013년 7월 1일 tvN 《명단공개 5》; 뺏고싶은 신흥 100억 스타 - 4위 김슬기

### 기타
- 2012년 9월 28일 EBS 어머니 전 《장진 감독과 김금례 여사 편》- 김민교와 찬조출연.
- 2013년 3월 6일 Mnet 뮤직 트라이앵글 - 가수 《노래 - 너 땜에 잠이 깨》
- 2013년 2월 13일 제2회 가온차트 K-POP 어워드 《올해의 발견상》 - 시상자
- 2013년 7월 18일 Mnet 2013 20's Choice Awards - 진행자 이민우, 전진과 공동 겸 연기자 《이효리의 곡 〈Bad Girls〉, 이효리, 안영미와 공동 퍼포먼스》
- 2013년 11월 14일 2013 《멜론 뮤직 어워드》 - 시상자

## 음원
- 2013년 2월 26일 《이웃집 꽃미남》 OST Special - 〈너 땜에 잠이 깨〉 (Feat. 고경표)
- 2013년 5월 30일 《우와한 녀》OST - 〈발칙한 녀〉 (Feat. 박재범. 뮤직비디오 만 19세 미만 이용불가)
- 2017년 7월 31일 《Shining Star》 (Feat. Fresh Uncle)

## 수상 및 후보
| 연도 | 시상식                        | 부문                               | 작품                  | 비고 |
| ---- | ----------------------------- | ---------------------------------- | --------------------- | ---- |
| 2014 | 제3회 에이판 스타 어워즈      | 여자 신인상                        | 연애의 발견, 잉여공주 | 수상 |
| 2014 | KBS 연기대상                  | 여자 신인연기상                    | 연애의 발견           | 수상 |
| 2015 | 제10회 맥스무비 최고의 영화상 | 최고의 여자신인배우상              | 국제시장              | 수상 |
| 2015 | 제51회 백상예술대상           | TV부문 여자 신인연기상             | 연애의 발견           | 후보 |
| 2016 | 제4회 드라마피버 어워즈       | 여우조연상                         | 오 나의 귀신님        | 수상 |
| 2016 | 제1회 tvN10 Awards            | 베스트 케미상 (with 박보영)        | 오 나의 귀신님        | 수상 |
| 2016 | SBS 연기대상                  | 로맨틱코미디부문 여자 우수연기상   | 끝에서 두번째 사랑    | 후보 |
| 2017 | 제22회 춘사영화상             | 특별 인기상                        |                       | 수상 |
| 2017 | MBC 연기대상                  | 월화극부문 여자 우수연기상         | 파수꾼                | 후보 |
| 2018 | 제13회 숨피 어워즈            | 최우수조연상 여자부문              | 파수꾼                | 후보 |
| 2019 | MBC 연기대상                  | 수목드라마부문 여자 우수연기상     | 하자있는 인간들       | 후보 |
| 2020 | MBC 연기대상                  | 수목미니시리즈부문 여자 우수연기상 | 그 남자의 기억법      | 수상 |